# Travaux et Mémoires
Travaux et Mémoires – czasopismo bizantynologiczne o charakterze międzynarodowym. Wydawcą jest l'Association des Amis du Centre d'Histoire et Civilisation de Byzance. Pismo ukazuje się nieregularnie od  1965 roku w Paryżu. 